# Rattus elaphinus
Rattus elaphinus is een rat die voorkomt op Taliabu en Mangole in de Soela-groep in de westelijke Molukken.
R. elaphinus heeft een korte, dichte en zachte vacht. De rug is oranjeachtig van kleur, de buik grijs, met een geleidelijke overgang. De bovenkanten van de voeten zijn bruin, de oren behaard, de oogleden zwart, de klauwen crèmekleurig. R. elaphinus heeft 1+1+2+0=8 mammae. De staart is korter dan de kop-romp. De kop-romplengte bedraagt 147 tot 200 mm, de staartlengte 156 tot 172 mm, de achtervoetlengte 33 tot 36 mm, de oorlengte 19,5 tot 22,5 mm, het gewicht 108 tot 197 gram. Vrouwtjes zijn iets kleiner dan mannetjes.